# Roy Schuiten
Roy Schuiten (Amsterdam, 16 december 1950 – Praia do Carvoeiro (Portugal), 19 september 2006) was een Nederlands wielrenner en ploegleider.

## Loopbaan
Hij haalde zijn grootste successen op de baan: in 1974 en 1975 werd hij wereldkampioen achtervolging. Op dit onderdeel werd hij zes keer Nederlands kampioen. Hij was ook een goede tijdrijder, maar beleefde daarbij de grootste teleurstelling van zijn carrière: in 1975 viel hij in Mexico twee keer het werelduurrecord van Eddy Merckx aan, maar faalde beide keren. Schuiten fietste op de toen lichtste fiets ter wereld, ontworpen door de Amsterdammer Jan Legrand.
Schuiten kon ook als wegrenner goed uit de voeten. Hij nam twee keer deel aan de Tour de France en vijf keer aan de Ronde van Italië. Hij won de wegwedstrijd Rund um den Henninger-Turm in 1975 en won de Grand Prix des Nations in zowel 1974 als 1975. Hij won ook de befaamde koppeltijdrit Trofeo Baracchi: in 1974 met Francesco Moser en in 1978 met Knut Knudsen. In 1974 werd hij onderscheiden met de Gerrit Schulte Trofee voor de beste Nederlandse profwielrenner van het jaar.
Na zijn afscheid in 1982 was hij in 1985 een jaar ploegleider bij de PDM-ploeg. Daarna verhuisde hij naar Portugal, waar hij werkte in de horeca.
Hij overleed op 19 september 2006 op 55-jarige leeftijd in Praia do Carvoeiro, waarschijnlijk als gevolg van een maagbloeding.

## Palmares

### Baanwielrennen
1974
 Wereldkampioen, achtervolging
Zesdaagse van Berlijn (met René Pijnen)
Zesdaagse van Londen (met Leo Duyndam)
Zesdaagse van Vlaanderen-Gent (met René Pijnen)
 Nationaal kampioen, achtervolging
 Europees kampioenschap, koppelkoers (met Sigi Renz)
1975
 Wereldkampioen, achtervolging
 Nationaal kampioen, achtervolging
 Nationaal kampioen, 50 kilometer
 Europeeskampioenschap baanwielrennen, omnium
1976
 Wereldkampioenschap, achtervolging
 Nationaal kampioen, achtervolging
1977
 Nationaal kampioen, achtervolging
1978
 Wereldkampioenschap, achtervolging
 Nationaal kampioen, achtervolging
1980
 Nationaal kampioen, achtervolging
1981
 Nationaal kampioenschap, achtervolging

### Wegwielrennen
1974
7e etappe (deel B) Olympia's Tour (tijdrit)
Eindklassement Olympia's Tour
2e etappe (deel A en B) Étoile des Espoirs
Eindklassement Étoile des Espoirs
Grote Landenprijs
Trofeo Baracchi (met Francesco Moser)
1975
2e etappe (deel B) Ronde van Indre en Loire (tijdrit)
Eindklassement Ronde van Indre en Loire
Rund um den Henninger-Turm
Grote Landenprijs
4e etappe Étoile des Espoirs (tijdrit)
GP Lugano
1976
1e en 2e (deel B) etappe Ronde van de Middellandse Zee
Eindklassement Ronde van de Middellandse Zee
6e etappe (deel B) Critérium du Dauphiné
GP du canton d'Argovie
1977
5e etappe (deel A) Parijs-Nice
5e etappe (deel B) Vierdaagse van Duinkerke (tijdrit)
1978
3e etappe Ruota d'Oro
Trofeo Baracchi (met Knut Knudsen)
1979
Grote Prijs Forlì
1981
5e etappe Tirreno-Adriatico (tijdrit)
1982
Proloog Ronde van de Costa del Azahar
Eindklassement Ronde van de Costa del Azahar

## Resultaten in voornaamste wedstrijden
| Jaar | Ronde van Italië | Ronde van Frankrijk | Ronde van Spanje |
| ---- | ---------------- | ------------------- | ---------------- |
| 1975 |                  |                     |                  |
| 1976 |                  | opgave              |                  |
| 1977 |                  | buiten tijd         |                  |
| 1978 | 44e              |                     |                  |
| 1979 | 33e              |                     |                  |
| 1980 | 81e              |                     |                  |
| 1981 | 90e              |                     |                  |
| 1982 | 87e              |                     | 32e              |

| Jaar | Milaan-San Remo | Parijs-Roubaix | Amstel Gold Race | Luik-Bast.‑Luik | Rund um den Henninger-Turm | Waalse Pijl |  | Wereldranglijsten |
| ---- | --------------- | -------------- | ---------------- | --------------- | -------------------------- | ----------- |  | ----------------- |
| 1975 |                 |                |                  | 40e             | Goud                       |             |  |                   |
| 1976 |                 |                | 8e               |                 |                            |             |  | 28e (SPP)         |
| 1977 |                 | 30e            | 42e              |                 |                            |             |  |                   |
| 1978 | 78e             |                |                  |                 |                            |             |  |                   |
| 1979 | 72e             |                |                  |                 |                            | 55e         |  | 41e (SPP)         |
| 1980 |                 |                |                  |                 |                            |             |  |                   |
| 1981 |                 |                |                  |                 |                            |             |  |                   |
| 1982 |                 |                |                  |                 |                            |             |  |                   |

Atkins ·
Barnett ·
Barras ·
Bayton · 
van Beers ·
Bilsland ·
Bull ·
Cary ·
Chadwick · 
Crewe ·
Harrison ·
van den Hoek ·
Holmes ·
Hordijk · 
Jolly · 
van der Leeuw ·
Lloyd ·
Loevesijn ·
Moore · 
Pijnen ·
Pronk ·
Rompelberg ·
Schuiten ·
Tabak ·
Thurau ·
de Waal
Atkins ·
Barras ·
van Beers ·
Bracke ·
Cary ·
Haritz ·
van den Hoek ·
Hordijk · 
van der Leeuw ·
Lloyd ·
Pijnen ·
Pronk ·
Raas ·
Rompelberg ·
Schuiten ·
Sels ·
Sterk · 
Tabak ·
Thurau ·
Van der Helst · 
de Waal
Battaglin · 
Bausager ·
Berto ·
Bracchi ·
Chinetti ·
Dal Pian ·
Foresti ·
Leali · 
Lora ·
Marcussen · 
Moro ·
Pugliese ·
Schuiten ·
Sgalbazzi ·
Sigurotti
Belda ·
de Las Heras · 
Fandos ·
Fernández ·
Greus ·
Guzmán · 
A. Ibañez ·
J. Ibañez ·
Martínez ·
Perea ·
Prieto · 
Pujol ·
Recio ·
Schuiten ·
Vilamajo